# Thomas Salmon
Thomas Salmon (? - Turnhout, 24 september 1944) was een Brits militair die actief was tijdens de Tweede Wereldoorlog.

## Overlijden
De stad Turnhout werd op zondag 24 september 1944 bevrijd door de Britse Polar Bears. Een uitgelaten menigte verwelkomde hen op de Grote Markt. Echter, ook die dag werden nog gevechten geleverd. De Britse luitenant Thomas Salmon was de eerste Polar Bear die bij de bevrijding sneuvelde. Op de Elisabethlei werd hij neergeschoten door een Duitse mitrailleur aan het kanaal Dessel-Schoten.

## Symbool
De volgende dagen komen er nog verschillende Polar Bears om het leven bij gevechten, voornamelijk rond het kanaal. Thomas Salmon staat als symbool voor de honderden slachtoffers – doden en gewonden – van het 49th Reconnaissance Regiment. Hij kreeg dan ook een monument aan de Koningin Elisabethlei.

## Herdenking
Jaarlijks op 24 september herdenkt men de bevrijding aan de begraafplaatsen van de Britse militairen en de omgekomen Belgische burgerlijke slachtoffers. Dit gebeurt met enkele toespraken, neerlegging van bloemen en het spelen van verschillende volksliederen op de stedelijke begraafplaats Kwakkelstraat in Turnhout.